# ساتوک
ساتوک (به مجاری:  Szátok) یک منطقهٔ مسکونی در مجارستان است که در ناحیه رتشاگ واقع شده‌است.